# Biblioteca ombra
Le biblioteche ombra, note anche come shadow library o Open Access nero (Black OA), sono database online di contenuti prontamente disponibili che normalmente sono oscurati o comunque non facilmente accessibili. Tali contenuti possono essere inaccessibili per una serie di motivi, tra cui l'uso di paywall, controlli sul copyright o altre barriere all'accessibilità poste dai proprietari originali. Le biblioteche ombra di solito sono costituite da informazioni testuali come gli e-book, ma possono anche includere altri media digitali, tra cui software, musica o film.
Esempi di biblioteche ombra includono Anna's Archive, Library Genesis, Sci-Hub e Z-Library, che sono popolari biblioteche ombra librarie e accademiche e potrebbero essere le più grandi biblioteche pubbliche di libri e letteratura.

## Motivazione
Una delle motivazioni principali alla base della creazione di biblioteche ombra è quella di diffondere più facilmente i contenuti accademici, in particolare gli articoli delle riviste accademiche. La letteratura accademica è diventata sempre più costosa, poiché negli ultimi anni i costi di accesso alle informazioni create dagli studiosi sono aumentati drasticamente, soprattutto il costo dei libri. Per descrivere questa tendenza in atto, si è affermato il termine "crisi dei periodici accademici".
Al contrario, la stessa motivazione alla base della crisi dei periodici ha anche dato origine ad un movimento politico internazionale concertato per rendere la conoscenza accademica gratuita o molto economica, noto come movimento Open Access. Il movimento Open Access si sforza di istituire sia riviste ad accesso libero (note come riviste ad accesso aperto) sia archivi ad accesso libero di articoli di riviste accademiche pubblicati altrove. Tuttavia, molte riviste ad accesso aperto richiedono agli accademici di pagare una tassa per la loro pubblicazione, il che disincentiva gli accademici dal pubblicare su tali riviste.
Una motivazione terziaria per la creazione di biblioteche ombra è il tacito sostegno di molti accademici a tali sforzi. Gli accademici sono raramente compensati dagli editori per il loro lavoro, indipendentemente dal fatto che il loro lavoro sia pubblicato in una rivista ad accesso aperto o su una rivista a prezzo convenzionale. Pertanto, gli accademici non hanno molti incentivi a disconoscere le biblioteche ombra. Inoltre, le biblioteche ombra aumentano notevolmente l'impatto degli accademici il cui lavoro è disponibile al loro interno. Secondo uno studio della Cornell University, gli articoli presenti su Sci-Hub ricevono un numero di citazioni bibliografiche 1,72 volte superiore a quello degli articoli di riviste di qualità simile che non sono disponibili su Sci-Hub.

## Stato legale
I contenuti ospitati da alcune biblioteche ombra possono essere ospitati senza il consenso dei proprietari originali del materiale. Ciò potrebbe rendere illegali alcune librerie ombra; tuttavia, poiché i ricercatori non sono tenuti a rivelare i mezzi con cui accedono al materiale accademico, è difficile monitorare l'uso di documenti accademici consultati illegalmente. Inoltre, non tutti gli autori sono d'accordo con il tentativo di compromettere l'accesso alle biblioteche ombra, compresa Z-Library, e almeno un'autrice, Alison Rumfitt, è arrivata a difendere il mantenimento dell'accesso a tali librerie.
La legalità di indirizzare gli individui verso le biblioteche ombra è ampiamente indeterminata. Attualmente non c'è consenso tra le autorità legali negli Stati Uniti e in Europa su quanto la pubblicità delle biblioteche ombra costituisca un reato. Al momento non esistono casi consolidati che stabiliscano se sia lecito per gli accademici fornire direttamente collegamenti alle biblioteche ombra, anche se in casi isolati si sono verificate minacce di azioni legali da parte di editori accademici in merito a tali riferimenti. Le azioni legali contro i ricercatori sono ancora poco frequenti.
Mentre la maggior parte degli accademici non viene penalizzata per aver distribuito le proprie opere pubblicate in modo indipendente e libero (evitando così la necessità di creare biblioteche ombra), ci sono notizie di editori accademici che minacciano tali accademici di intraprendere azioni legali.

## Tecnologie di resilienza utilizzate

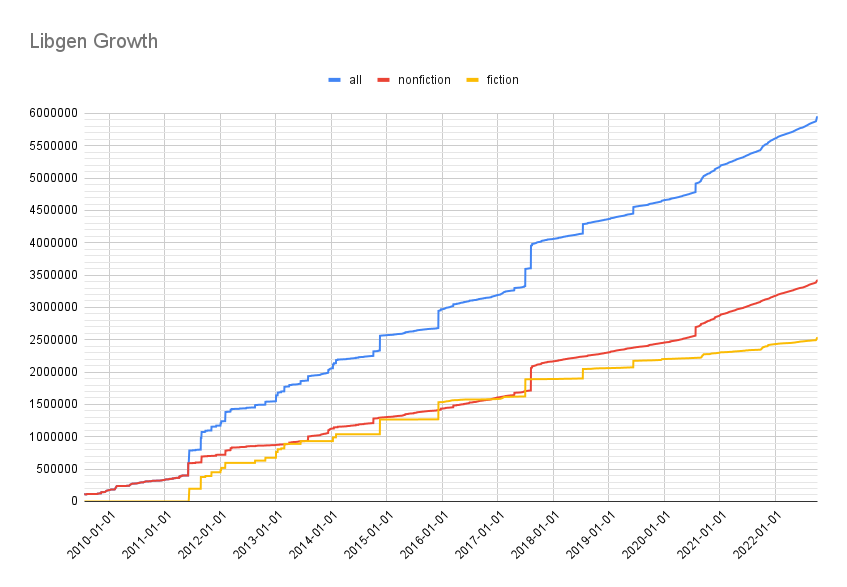
Crescita di Library Genesis, 2009-2022

Le librerie ombra (o i loro database di contenuti) utilizzano BitTorrent (soprattutto per i dump dei database), il dark web e le tecnologie IPFS per aumentare la loro resilienza o distribuire i carichi. Nel caso di Anna's Archive, il software è stato sviluppato e reso accessibile come software open source, consentendo lo sviluppo del codice da parte di qualsiasi volontario e le creazione di mirror o fork; il sito sostiene che "se venissimo abbattuti, spunteremo subito da qualche altra parte, dato che tutto il nostro codice e i nostri dati sono completamente open source".